# Rubén Antonio González Medina

Wappen von Rubén Antonio González Medina

Rubén Antonio González Medina CMF (* 9. Februar 1949 in Santurce) ist ein puerto-ricanischer Ordensgeistlicher und römisch-katholischer Bischof von Ponce.

## Leben
Rubén Antonio González Medina trat der Ordensgemeinschaft der Claretiner bei und empfing am 9. Februar 1975 die Priesterweihe.
Papst Johannes Paul II. ernannte ihn am 12. Dezember 2000 zum Bischof von Caguas. Der Alterzbischof von San Juan de Puerto Rico, Luis Kardinal Aponte Martínez, spendete ihm am 4. Februar des nächsten Jahres die Bischofsweihe; Mitkonsekratoren waren François Robert Bacqué, Apostolischer Nuntius in der Dominikanischen Republik, und Roberto Octavio González Nieves OFM, Erzbischof von San Juan de Puerto Rico.
Am 22. Dezember 2015 ernannte ihn Papst Franziskus zum Bischof von Ponce. Die Amtseinführung fand am 31. Januar des folgenden Jahres statt.